# Team NSP-Ghost
El Team NSP-Ghost (codi UCI: NSP) va ser un equip ciclista alemany, de ciclisme en ruta que va competir professionalment entre 2011 i 2013, i va tenir categoria continental

## Principals resultats
- Tour de Loir i Cher: Tino Thömel (2013)
- Ronda van Midden-Nederland: Sebastian Forke (2013)

### A les grans voltes
- Giro d'Itàlia
  - 0 participacions

- Tour de França
  - 0 participacions

- Volta a Espanya
  - 0 participacions

## Classificacions UCI
L'equip participava en les proves dels circuits continentals i principalment en les curses del calendari de l'UCI Europa Tour.
UCI Amèrica Tour
| Temporada | Classificació per equips | Millor ciclista en la classificació individual |
| --------- | ------------------------ | ---------------------------------------------- |
| 2011      | 32è                      | Yannick Mayer (326è) · Björn Thurau (326è)     |

UCI Àsia Tour
| Temporada | Classificació per equips | Millor ciclista en la classificació individual |
| --------- | ------------------------ | ---------------------------------------------- |
| 2011      | 52è                      | Markus Eichler (168è)                          |
| 2013      | 65è                      | Michael Schweizer (228è)                       |

UCI Europa Tour
| Temporada | Classificació per equips | Millor ciclista en la classificació individual |
| --------- | ------------------------ | ---------------------------------------------- |
| 2011      | 42è                      | Tino Thömel (119è)                             |
| 2012      | 60è                      | Tino Thömel (180è)                             |
| 2013      | 41è                      | Tino Thömel (57è)                              |